# Albertino Ippoliti

Stemma Ippoliti

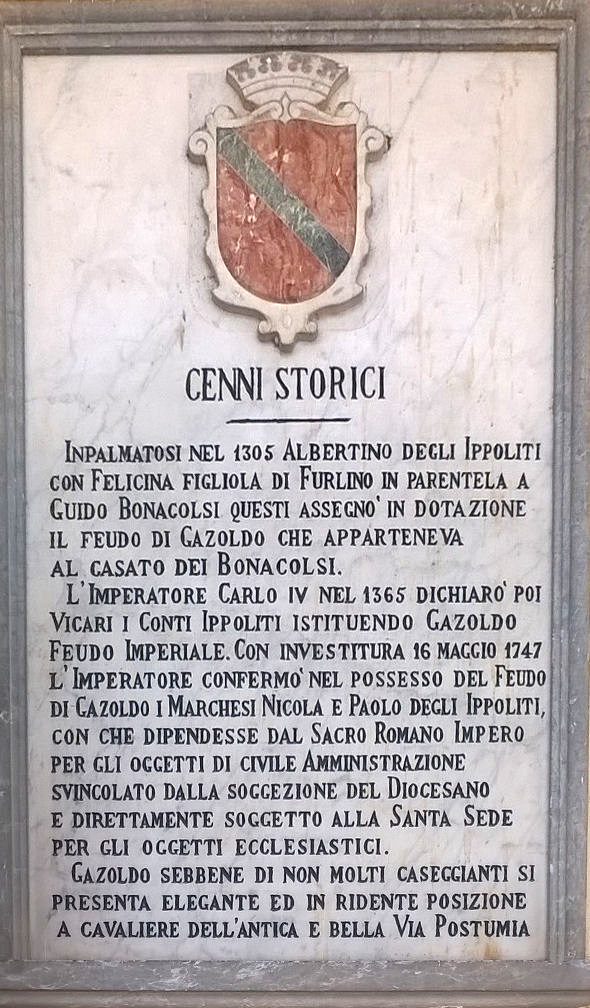
Gazoldo degli Ippoliti, lapide alla famiglia Ippoliti.

Albertino Ippoliti (XIV secolo – XIV secolo) è stato un nobile italiano.

## Biografia
Era figlio di Guido Ippoliti (1225-1292), giurista e docente dal 1260 all'Università di Modena e discendente della nobile famiglia degli Ippoliti.
Nel 1305 sposò Felicina Bonacolsi, figlia di Selvatico, dei signori di Mantova, portando in dote ricchi possedimenti terrieri nel mantovano. Questi comprendevano anche il Feudo di Gazoldo, confermato feudo imperiale il 20 dicembre 1354 dall'imperatore Carlo IV di Boemia. Albertino ricevette il titolo comitale e divenne in capostipite del ramo della famiglia che resse il feudo sino al 1796.

## Discendenza
Albertino e Felicina ebbero un figlio, Turlino.